# Kitzbüheler Horn

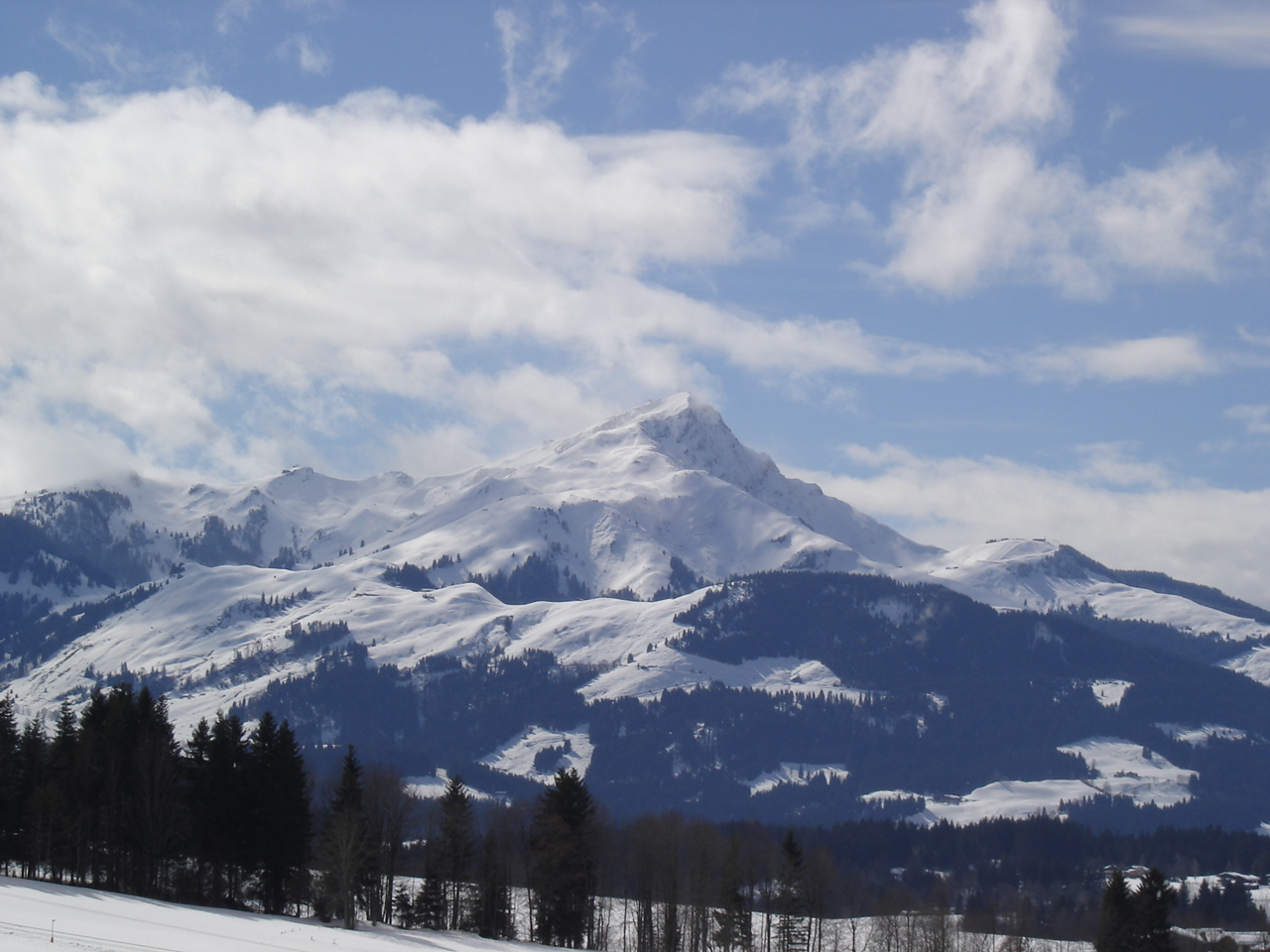

De Kitzbüheler Horn is een 1996 meter hoge berg in de deelstaat Tirol. De berg ligt aan de oostkant van de Kitzbüheler Alpen, vlak bij Kitzbühel zoals de naam suggereert en bij St. Johann in Tirol. Op de top bevindt zich een 102 meter hoge televisietoren van de ORF. De berg heeft nog een tweede top aan de noordkant op 1604 meter, die Harschbichl wordt genoemd. De berg is met kabelbanen te beklimmen. In de winter zijn er skipistes.